# Guadalcázar (San Luis Potosí)
Pour les articles homonymes, voir Guadalcázar.
Guadalcázar est une municipalité mexicaine située dans l'État de San Luis Potosí. Elle fut fondée par Diego Fernández de Córdoba, marquis de Guadalcázar.

## Géographie
La municipalité est située au nord de l'État et à environ 81 kilomètres de la ville de San Luis Potosí. Son étendue est de 3 783,95 km2. Selon le IIe recensement de la population et du logement de 2005, la municipalité compte 24 893 habitants, dont 12 454 hommes et 12 439 femmes.